# Stora Fläcksjön
Stora Fläcksjön är en sjö i Marks kommun i Västergötland och ingår i Viskans huvudavrinningsområde.